# Mariënwaard
Mariënwaard is een straat en een buurtschap in de Nederlandse gemeente Maastricht, gelegen in het noordelijk deel van de wijk Maastricht-Oost (buurt: Nazareth). In de buurtschap liggen enkele gewone huizen en twee buitenplaatsen: La Grande Suisse en Villa Kanjel (oorspronkelijk La Petite Suisse genaamd). Deze twee landgoederen zijn meerdere malen afgebeeld in het Album dedié a mes amis et mes enfants, dat Petrus Regout, de vroegere eigenaar, omstreeks 1863 in Parijs liet vervaardigen. Ze maken nu onderdeel uit van de landgoederenzone Buitengoed Geul & Maas, en worden gezamenlijk – soms ook alleen met betrekking tot La Grande Suisse – aangeduid als 'Landgoed Mariënwaard'. De naam Mariënwaard is ook verbonden aan een opgeheven spoorwegstation en een viaduct uit 2012.

## Geschiedenis
De straat Mariënwaard en de in het verlengde ervan liggende straten Meerssenerweg en Kruisdonk werden in de negentiende eeuw aangeduid als Steenstraat. Ze waren onderdeel van de tussen 1840 en 1845 aangelegde rijksweg Maastricht - Nijmegen. Na de aanleg van de A2 was Mariënwaard tot 2014 onderdeel van de provinciale weg 586 (N586).

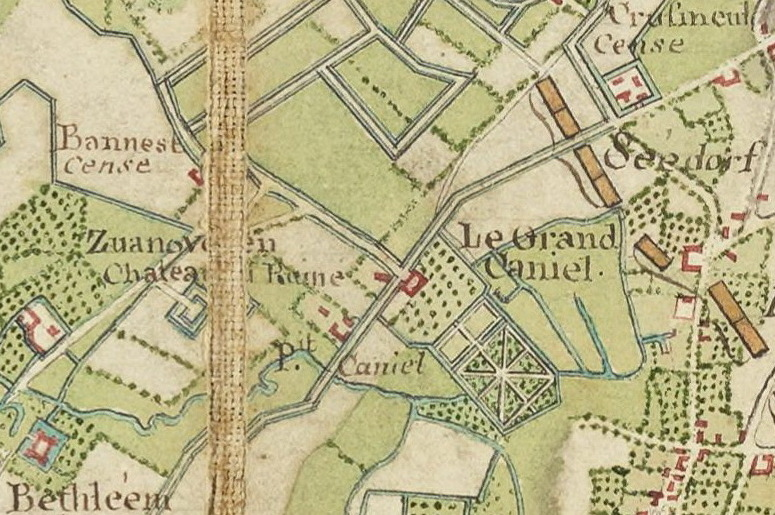
Detail van een Franse kaart uit 1748. Le Grand Caniel werd later La Grande Suisse. Daaronder: Petit Caniel. Rechtsboven de Kruismolen (Crusmeul cense), thans Villa Kruisdonk. Bannest cense is de cijnshof Nazareth. Over de omgrachte kasteelruïne Zuanoven Chateau Ruine is niets bekend. NB: de oranje blokjes ("Seedorf") zijn militaire stellingen

De rijksweg tussen Maastricht en Meerssen heeft oudere voorgangers gehad. Een deel ervan valt samen met de Via Belgica, de Romeinse heerweg van Tongeren naar Keulen, die vanaf Maastricht in de richting van het Geuldal afboog. Al in 2011 werd de weg aangetroffen bij een proefsleuvenonderzoek ter plekke van het P+R-terrein bij Station Maastricht Noord. Ter plaatse van het viaduct Nieuwe Limmelderweg, waar de heerweg door het drassige gebied van de Kanjelbeek voerde, zijn bij opgravingen in 2012 eikenhouten funderingspalen aangetroffen van een brug of dam waar de weg overheen liep. De vondst van middeleeuwse hoefijzers doet vermoeden dat de weg tot in de veertiende eeuw in gebruik is gebleven. Ook werden aan de noordzijde van de weg resten van een Romeins woonhuis en een twaalftal waterputten gevonden, wat wellicht duidt op een herberg met een drenkpunt voor paarden. In 2020 werd bij de kruising Meerssenerweg - Groene Loper tegenover Villa Kanjel een zogenaamde Via Belgica-bank geplaatst.
Het landelijke gebied ten noorden van Maastricht was vanouds een geliefde vestigingsplaats voor welgestelden uit Maastricht. De naam Mariënburg dateert uit de late negentiende eeuw. Eerder werd het gebied aangeduid als Kanjel, Canjel, Kaniel of (Grand) Caniel, zoals te zien is op achttiende-eeuwse militaire kaarten en op een kadasterkaart uit het begin van de negentiende eeuw. Op een van die militaire kaarten (zie afbeelding hiernaast) wordt het latere landgoed La Grande Suisse aangeduid als Le Grand Caniel. Er ligt ook een Petit Caniel, maar die benaming zou ook betrekking kunnen hebben op een aftakking van de Kanjelbeek. Het grote landhuis wordt in een overdrachtsakte uit 1722 "den Canjelhof" genoemd, gelegen aan "de gemeyne Maestrichterstraet". In de negentiende eeuw waren het vooral leden van de fabrikantenfamilie Regout, die een stempel drukten op het aanzien van de buurtschappen Weert en Mariënwaard, beide eertijds behorend tot de gemeente Meerssen.

In het noordelijk deel van Mariënwaard lag de Kruismolen, behorend bij de Proosdij van Meerssen en in 1797 verworven door Charles Roemers. In 1880 werd de molen gesloopt en vervangen door de nog bestaande Villa Kruisdonk. Iets zuidelijker, in de bocht van de weg, lag in 1842 de pannenbakkerij van Jacobus Weerts. Omstreeks 1850 werd in dit gebied de Spoorlijn Aken - Maastricht aangelegd, later volgde de Spoorlijn Maastricht - Venlo. Van 1853 tot 1933 had Mariënwaard een eigen treinstation, omstreeks 1900 halte Mariënwaard genoemd.

### Een groot landhuis
Het grote landhuis heette aanvankelijk De Kanjel of Canjelhof, daarna Bellevue, La Grande Suisse en Huize Mariënwaard, en thans weer La Grande Suisse. Het dateert deels uit de eerste helft van de achttiende eeuw, toen het door een lid van de familie Van Meeuwen werd bewoond. Latere bewoners waren de families De Looz-Corswarem, De Rosen en Ransonnet/Cramer. In 1862 verwierf de fabrikant Petrus (I) Regout het landgoed. Na een verbouwing kreeg het huis het huidige kasteelachtige uiterlijk.
Van 1875 tot 1954 was La Grande Suisse in gebruik als klooster en pensionaat van de franciscanessen van Nonnenwerth, de Duitse tak van de franciscanessen van Heythuysen, die vanwege de Kulturkampf (1872-1879) uit Duitsland gevlucht waren. Het Deutsches Haushaltungspensionat "Marienwerth" vernederlandste in de loop der jaren naar Pensionaat Mariënwaard. De naam Mariënwaard raakte zo ingeburgerd dat deze ook na het vertrek van de zusters bleef bestaan en zelfs op de hele buurtschap van toepassing werd. 
In 1954 nam de Mgr. J.G. van Rijt-Stichting het complex over en breidde het geleidelijk uit met scholen voor speciaal onderwijs en paviljoens. Het complex werd aangeduid als 'Huize Mariënwaard'.
Het hoofdgebouw van La Grande Suisse is in 2019-2020 door Monuta en DELA herontwikkeld tot uitvaartcentrum en crematorium.

### Een klein landhuis
Op een zuidelijker gelegen terrein had Regout al eerder, waarschijnlijk in 1860, een maison de plaisance laten bouwen, La Petite Suisse genoemd. Aanvankelijk exploiteerde hij deze lusthof zelf als hotel-restaurant; vanaf 1866 deed de Akense hotelier Wahlenberg dat. 
Reeds voor het overlijden van Petrus en Aldegonda Regout-Hoeberechts, beiden in 1878, werd La Petite Suisse bewoond door zijn vroeg weduwe geworden, oudste dochter, Mimi Weustenraad-Regout (1826-1898), en twee van haar nog ongehuwde kinderen. Tijdelijk in de stad wonend, liet zij in 1880 het hotel-restaurant ingrijpend verbouwen door de Akense architect Wilhelm Wickop, die ook andere gebouwen voor de Regouts ontwierp. Het pand werd daarna Villa Kanjel genoemd.
In 1941 werd Villa Kanjel geveild. De nieuwe eigenaar was een Duitse welzijnsorganisatie, gelieerd aan de NSDAP. De villa werd ingericht als Mütterheim, een kraamkliniek voorbehouden aan vrouwen van Duitse militairen en NSB-leden. Na de oorlog werd dit een kraaminrichting voor armlastige vrouwen. Vanaf 1951 was er een rusthuis voor jonge moeders gevestigd, daarna een algemeen herstellingsoord voor patiënten met psychosociale problemen, het Dr. Poelsoord.
In 2019 werd bekend dat er een familiehotel in Villa Kanjel gevestigd zal worden. Om diverse redenen liep dit project vertraging op. Eind 2022 werd begonnen met een casco-restauratie van de villa. Het koetshuis van Villa Kanjel wordt al enige tijd bewoond en functioneert tevens als horecapaviljoen.

### Gebiedsontwikkeling

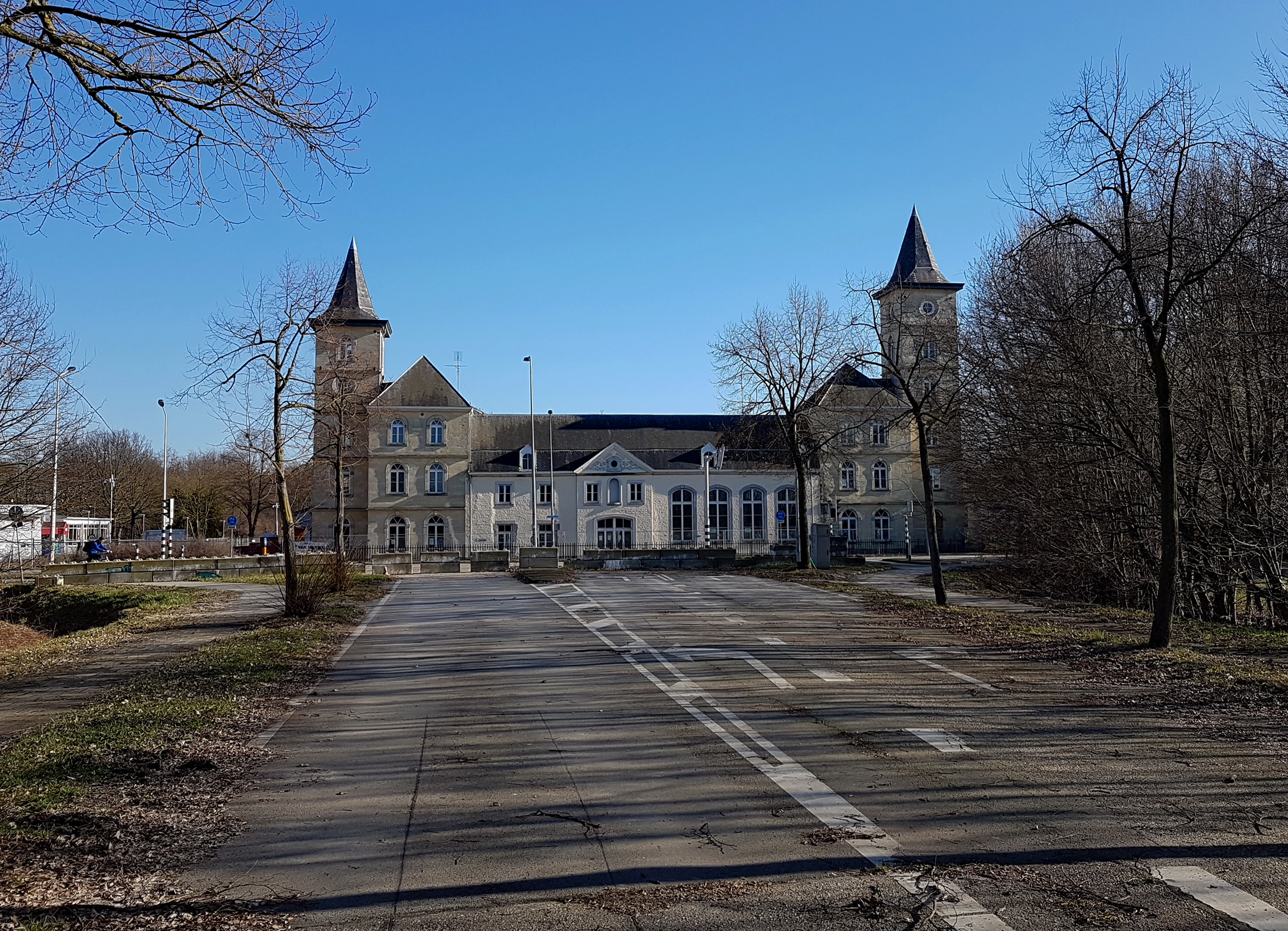
Afgesloten Limmelderweg (2019)

In de jaren 1950 werd de woonwijk Nazareth sterk uitgebreid, waardoor de stedelijke bebouwing Mariënwaard tot op enkele tientallen meters naderde. In 1960 werd tussen Meerssen en Maastricht de rijksweg 2 (A2) opengesteld, een van de eerste delen van de snelweg die in Limburg gereedkwamen. De weg loopt aan de oostkant pal langs de tuinen van La Grande Suisse en Villa Kanjel. Aan de westzijde werd in de jaren 1960 en 1970 het industriegebied Beatrixhaven aangelegd, waardoor de rust en de sfeer van de landgoederen nog meer verstoord raakte. De in 1982 naar Mariënwaard doorgetrokken Limmelderweg, een van de hoofdontsluitingswegen van het industrieterrein, kwam pal tegenover Huize Mariënwaard uit. De samenhang met andere landgoederen was door deze ontwikkelingen deels verloren gegaan. Begin 21e eeuw werd de Landgoederenzone Maastricht-Meerssen opgericht om de samenhang in het gebied te herstellen. Vanaf 2008 werd de samenwerking uitgebreid met Valkenburg aan de Geul, waarmee het Buitengoed Geul & Maas ontstond.
Station Maastricht Noord werd van 2011 tot 2013 gebouwd op ongeveer dezelfde plek waar tot 1933 halte Mariënwaard had gelegen. Bij het station kwam aan de kant van de Beatrixhaven een groot P+R parkeerterrein. Rond dezelfde tijd werd een nieuwe ontsluitingsweg naar het industrieterrein Beatrixhaven aangelegd, de Nieuwe Limmelderweg. In 2012 werd het viaduct Mariënwaard gebouwd, waar de nieuwe weg het noordelijk deel van Mariënwaard kruist. De oude Limmelderweg met de gelijkvloerse spoorwegovergang werd daarna afgesloten en zal op termijn worden gesloopt. In 2014 is het knooppunt Kruisdonk voltooid, waardoor het sluipverkeer over de toenmalige N586 is verminderd. Deze vernieuwingen hebben enerzijds de verkeersoverlast verminderd, anderzijds is de sfeer van de landgoederen (verder) aangetast. Getracht is om deze aantastingen te compenseren door bomenaanplant, het zichtbaarder maken van de Kanjelbeek en de aanleg van een wandel- en fietsroute onder het spoor, als onderdeel van de Groene Loper (Suissepad / Kanjelpad). De gemeente Maastricht heeft plannen om het netwerk van fiets- en voetpaden in het gebied verder uit te breiden. In 2022 werden de fietspaden verbreed en verbeterd, als onderdeel van de realisatie van de snelle fietsroute Sittard-Maastricht (F2).

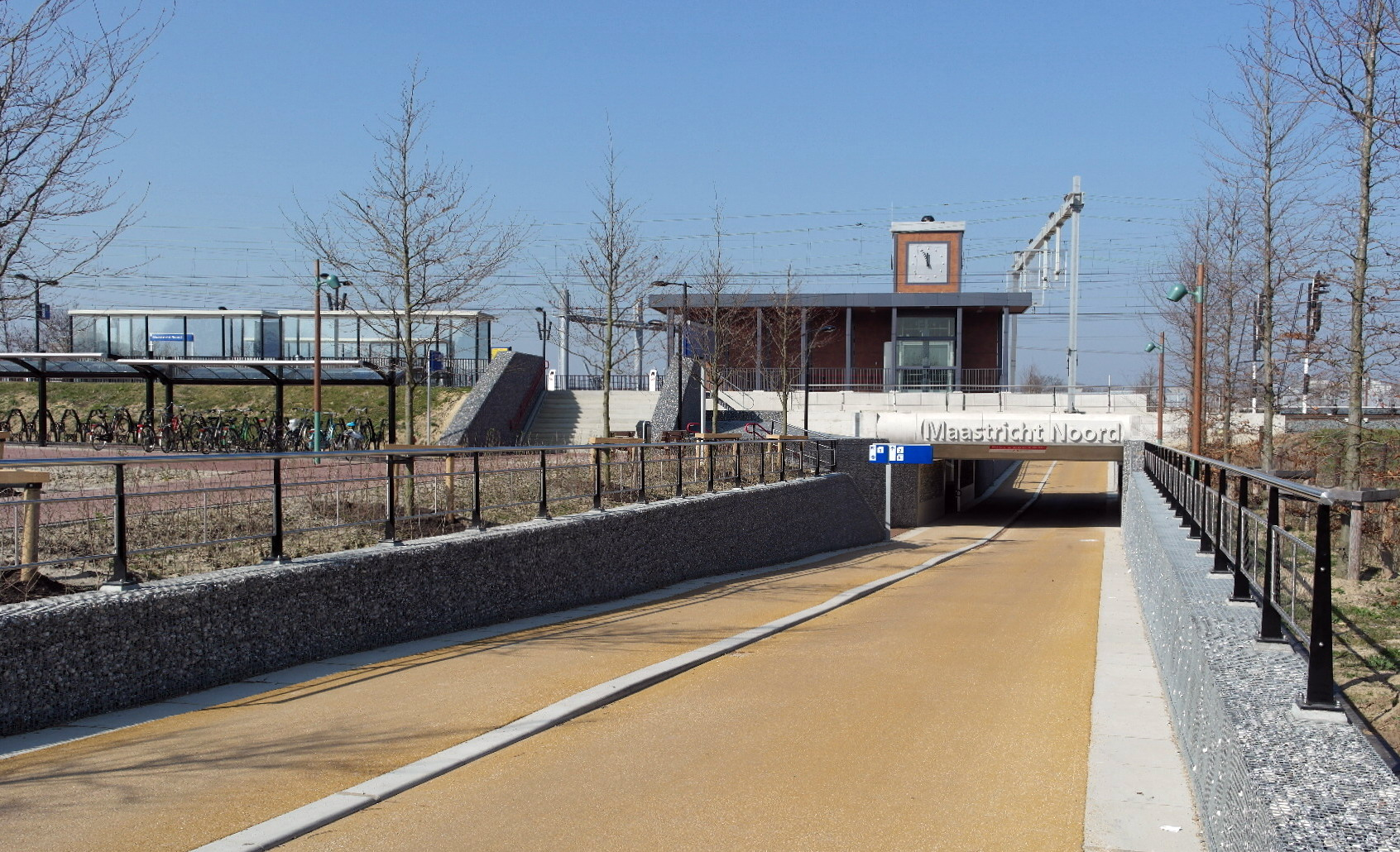
Voetgangers-/fietstunnel bij Station Maastricht Noord, 2014
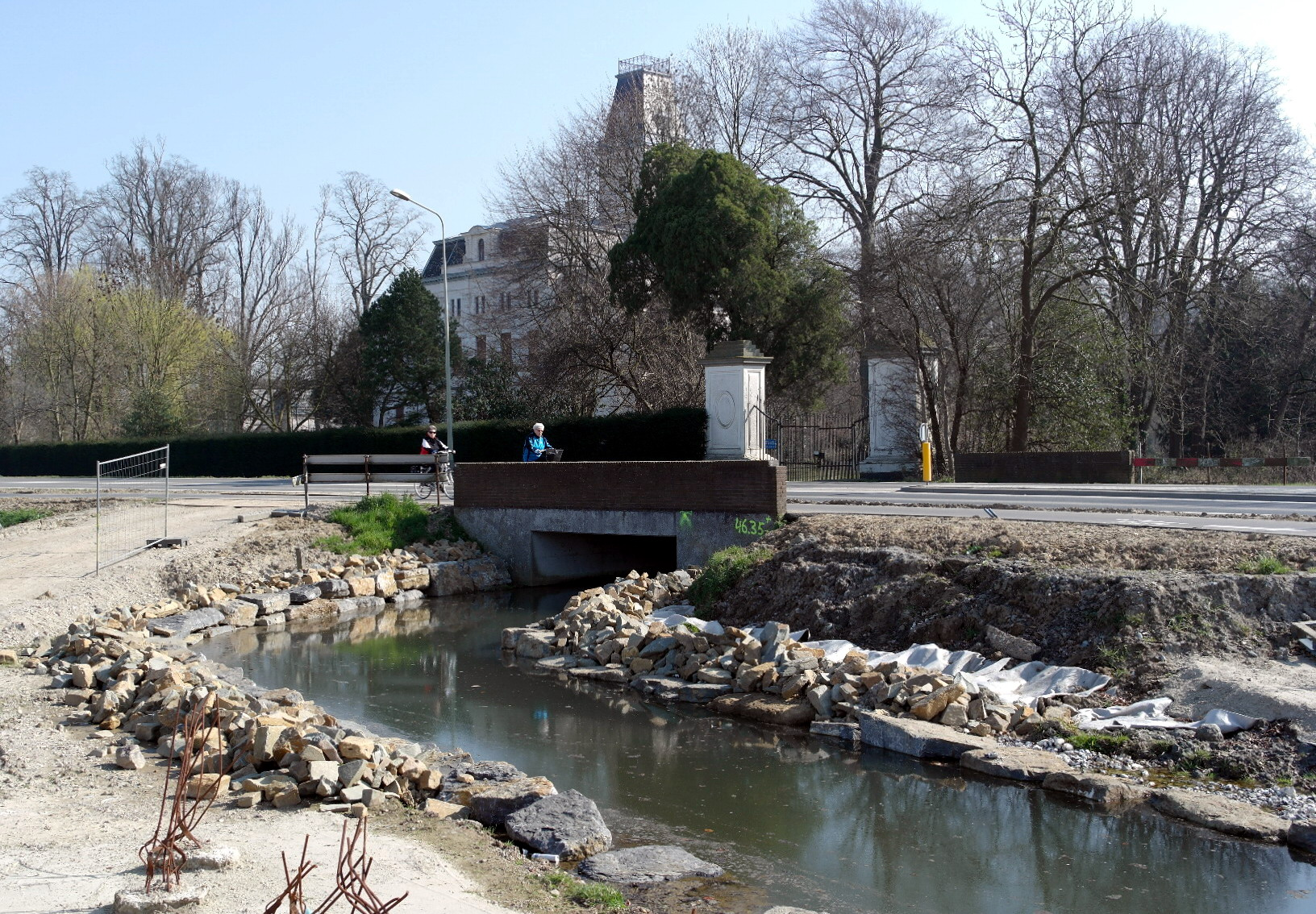
Oeverversteviging van de Kanjel, 2014
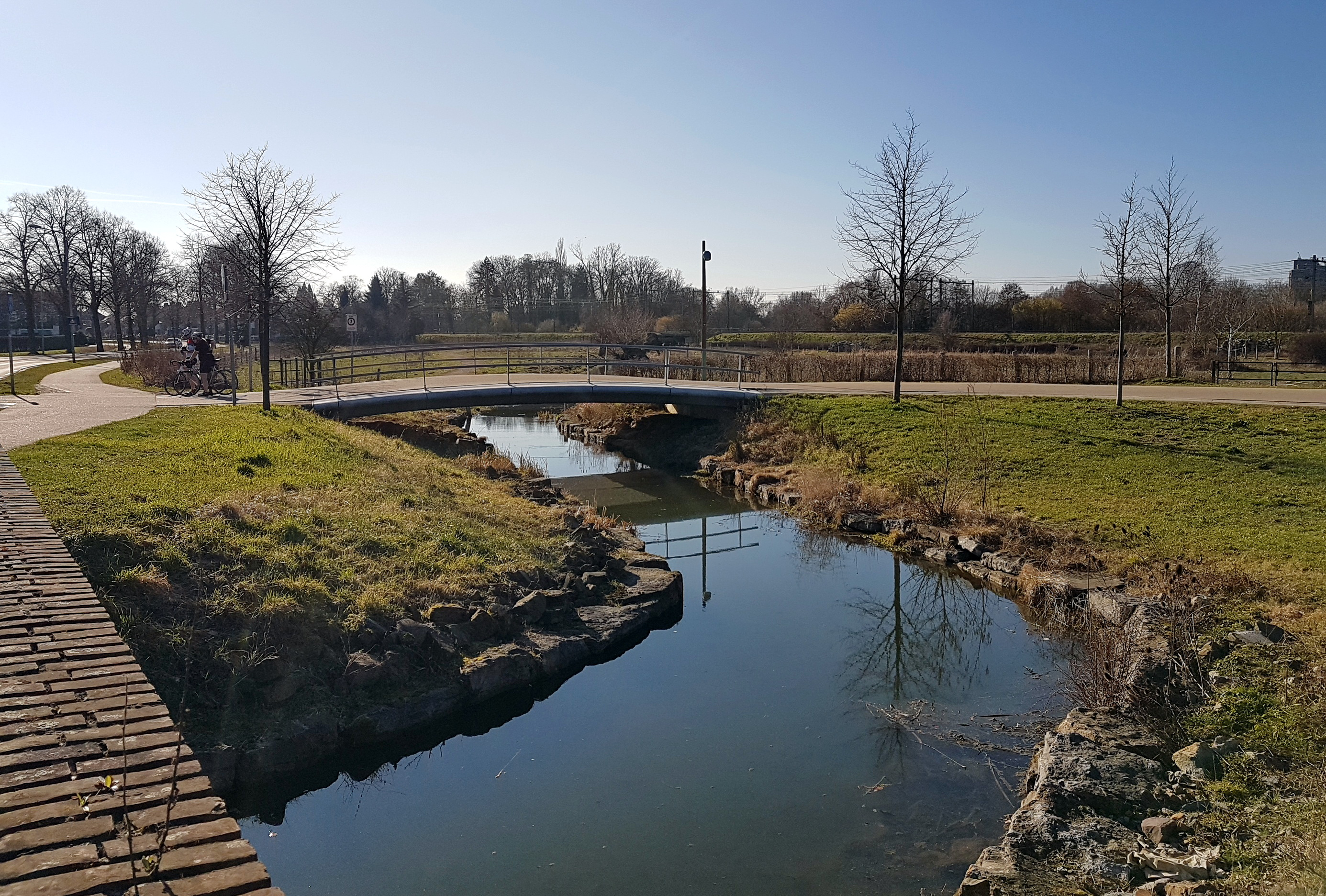
Bruggetje "Groene Loper" over de Kanjel, 2019
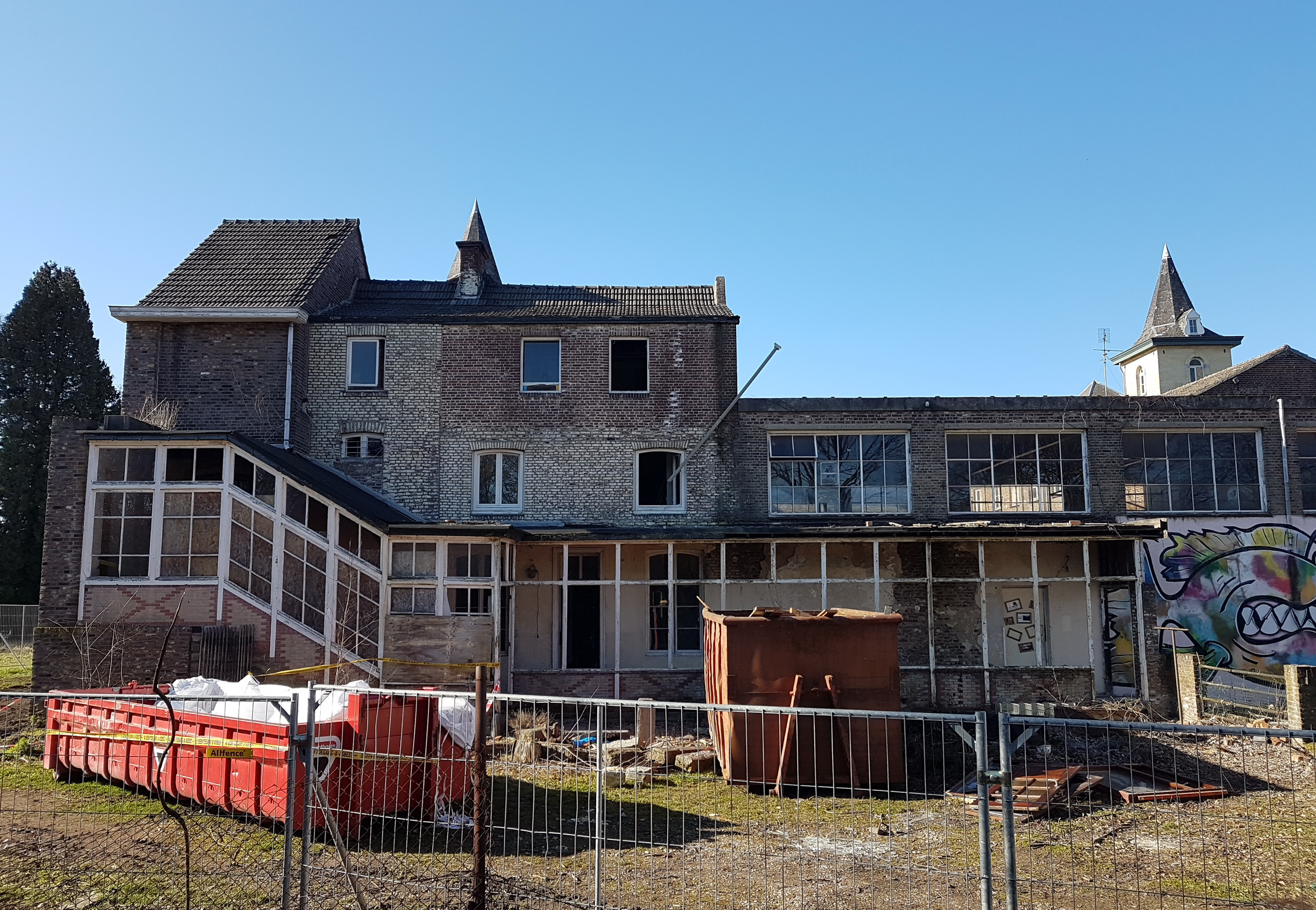
Sloop en renovatie La Grande Suisse, 2019

## Beschermd erfgoed; natuurschoon
In de buurtschap Mariënwaard vormen de beide buitenhuizen La Grande Suisse en Villa Kanjel met hun deels in originele staat bewaarde tuinen de blikvangers. In totaal bevinden er zich vier rijksmonumenten en drie Gemeentelijk monumenten.
De oudste delen van het landhuis La Grande Suisse ("Groot-Zwitserland") dateren uit 1736. De zuidvleugel, die uitzicht biedt op een ommuurde tuin, behoort tot de oudste delen. De westgevel aan de straatzijde is in 1865-'67 sterk verbouwd, waarbij onder andere twee mergelstenen torens werden toegevoegd. Van het originele interieur is vrijwel niets bewaard gebleven. Tot de beschermde delen van het rijksmonument behoren ook de twee barokke tuinpaviljoens en de mergelstenen hekpijlers, waarvan een paar aan de overkant van de straat staat. De scholen en de nieuwbouw van het crematorium behoren niet tot het rijksmonument.
Villa Kanjel dateert grotendeels uit 1880 en is een ontwerp van Wilhelm Wickop. Het landhuis heeft witgepleisterde gevels, met leien gedekte schilddaken en een vijf etages hoge toren. Het neoclassicistische interieur is min of meer intact gebleven. De Engelse landschapstuin werd aangelegd naar een ontwerp van Jean Gindra en is deels bewaard gebleven. Dominante elementen zijn de oprijlaan, die zich over het hele perceel voortzet, en de grote vijver aan de achterzijde van de villa. Bijzonder zijn ook de drie bruggetjes met smeedijzeren of cementrustieke (faux bois) leuningen, die echter anno 2023 allemaal in slechte staat verkeren. De vijvers en waterlopen door en langs het park zijn afgetakt van het beekje de Kanjel.

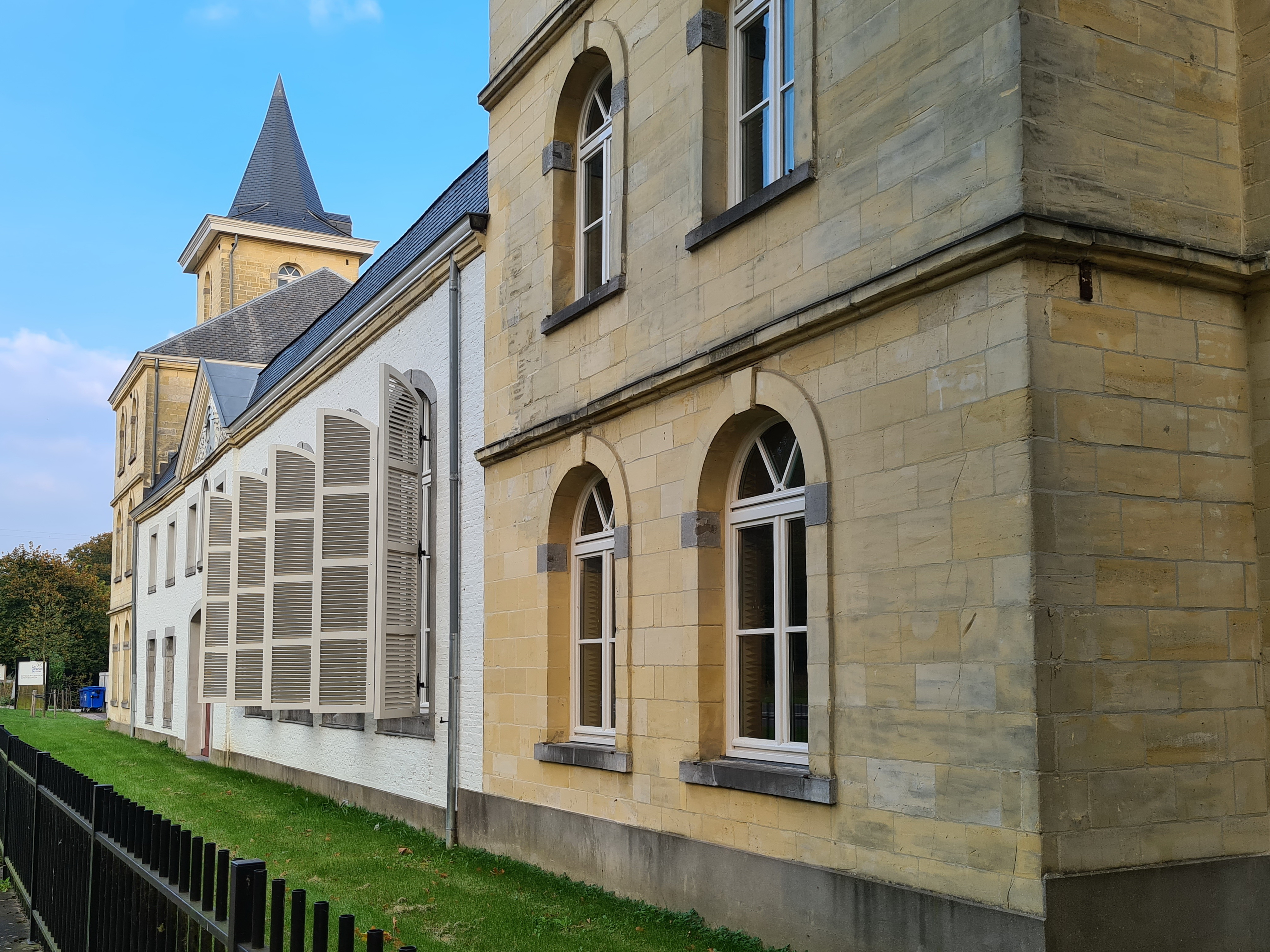
Westgevel La Grande Suisse
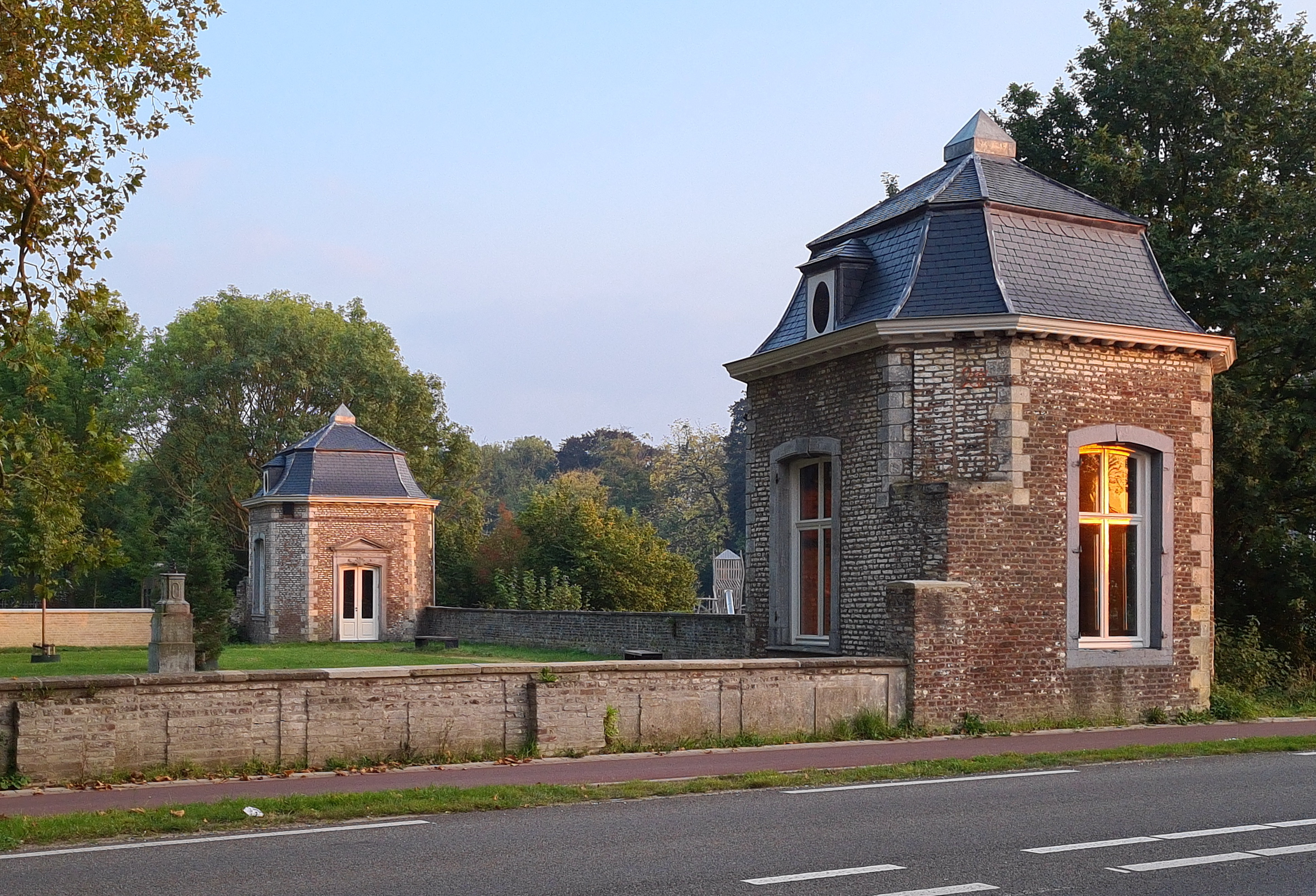
Tuinpaviljoens La Grande Suisse
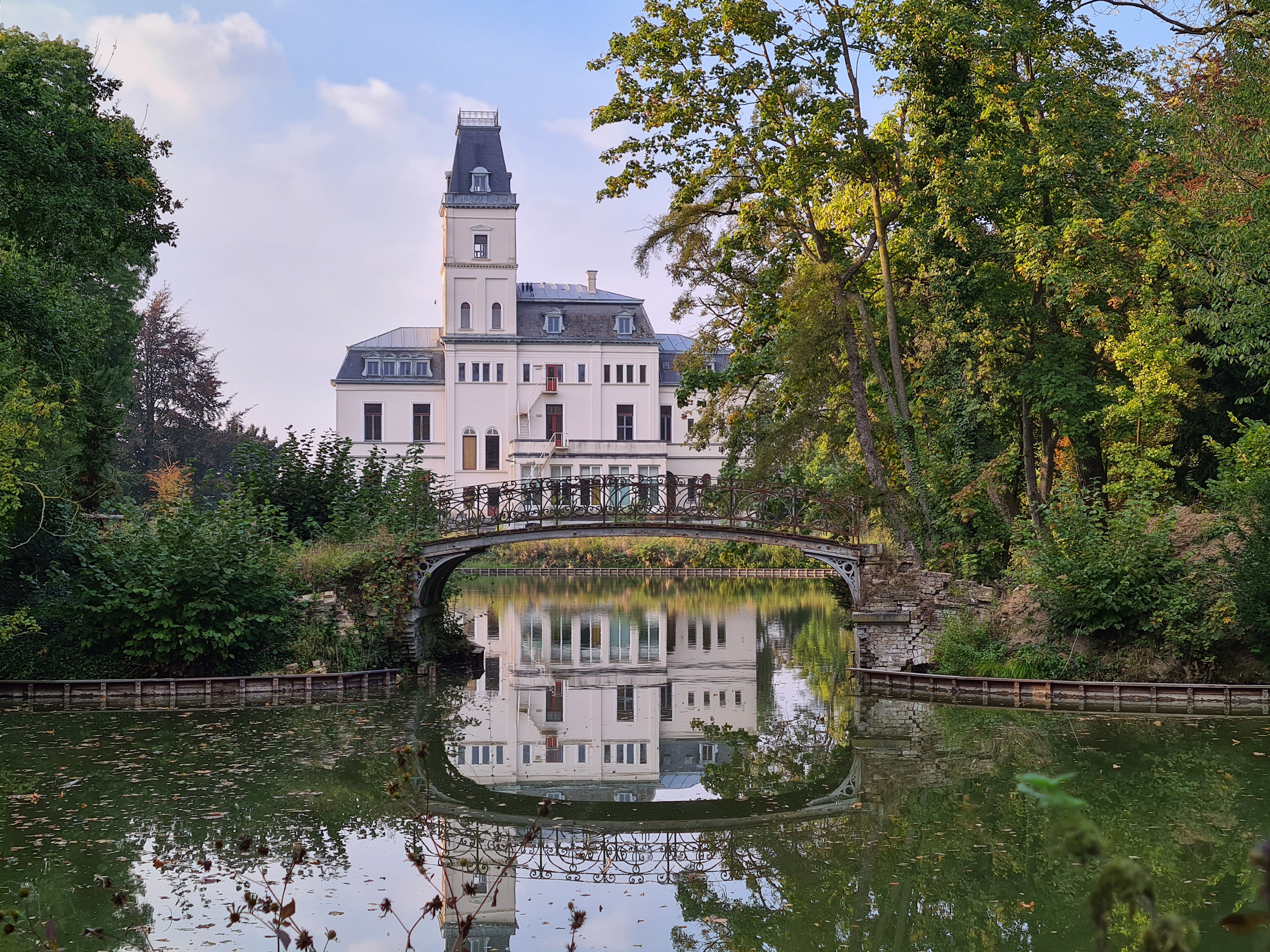
Tuinzijde Villa Kanjel
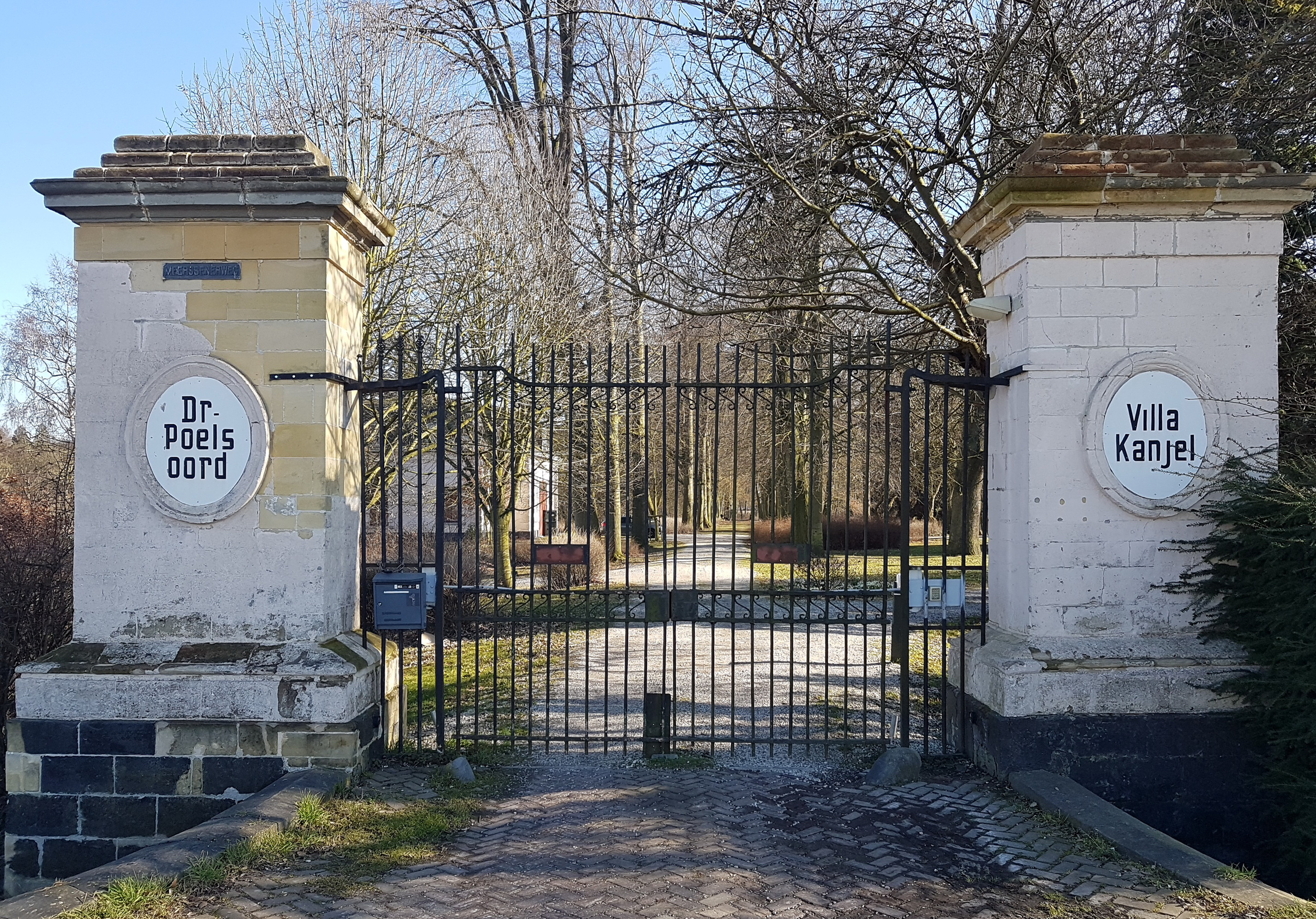
Hekpijlers Villa Kanjel
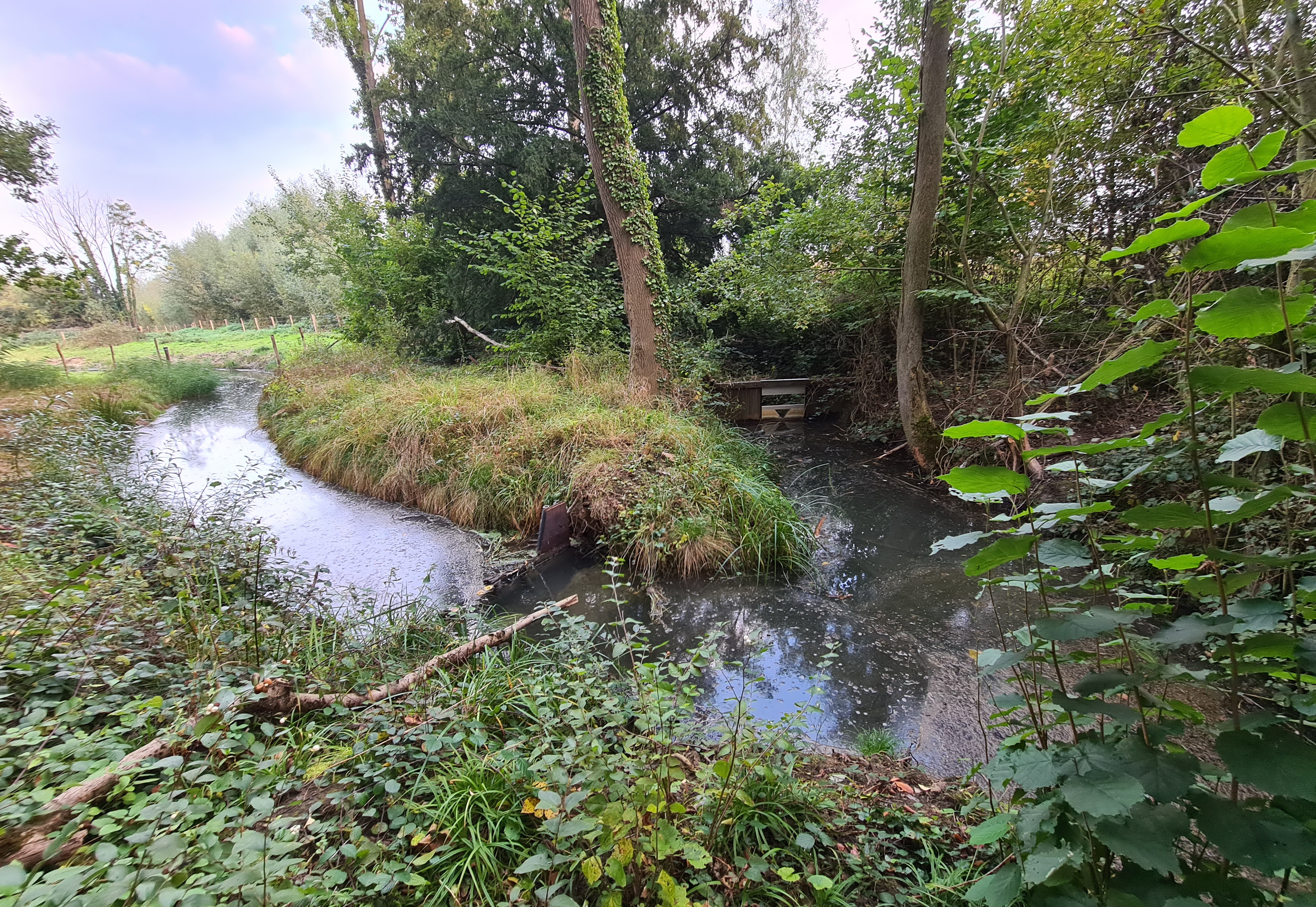
Park La Grande Suisse
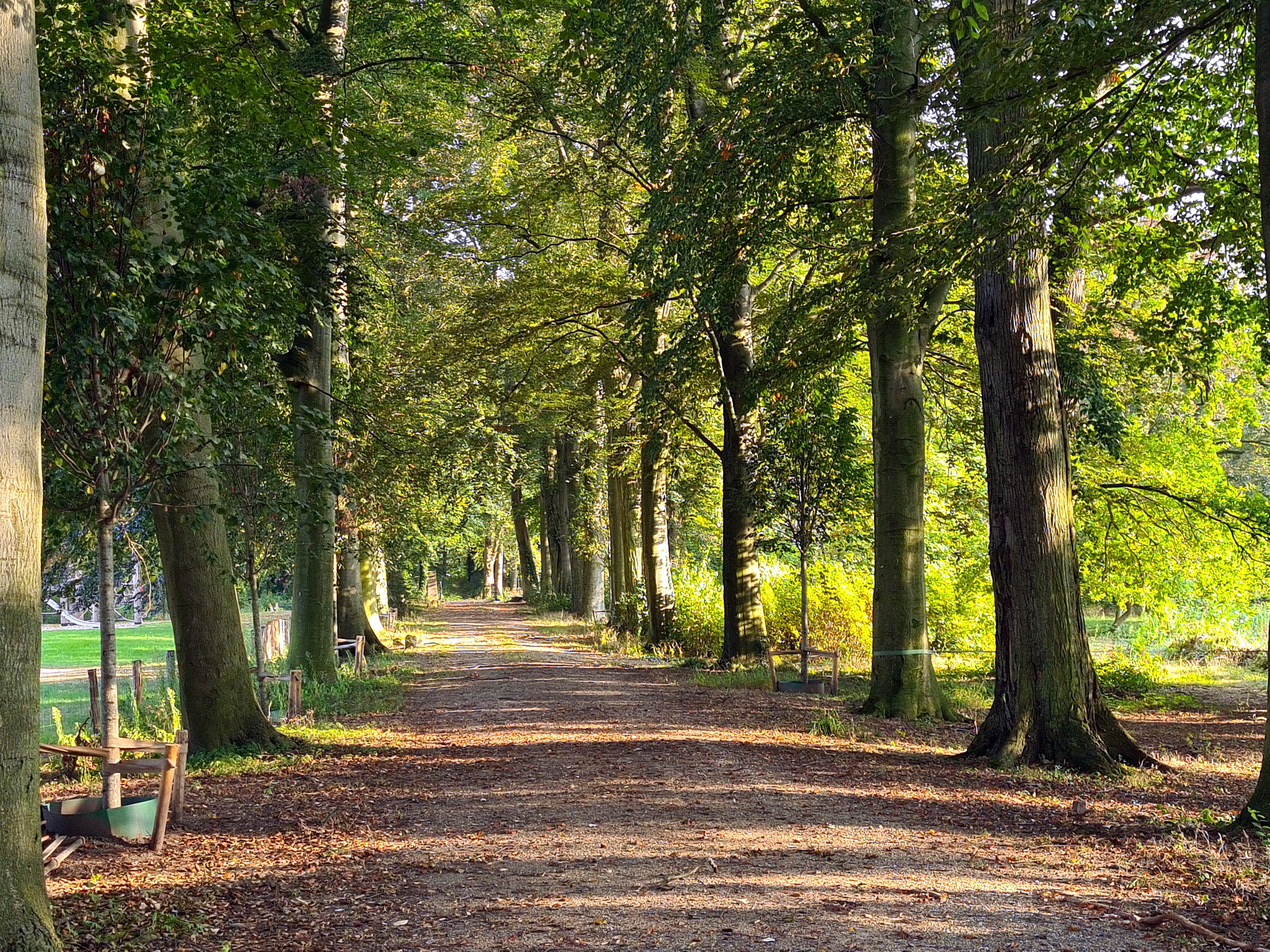
Park Villa Kanjel
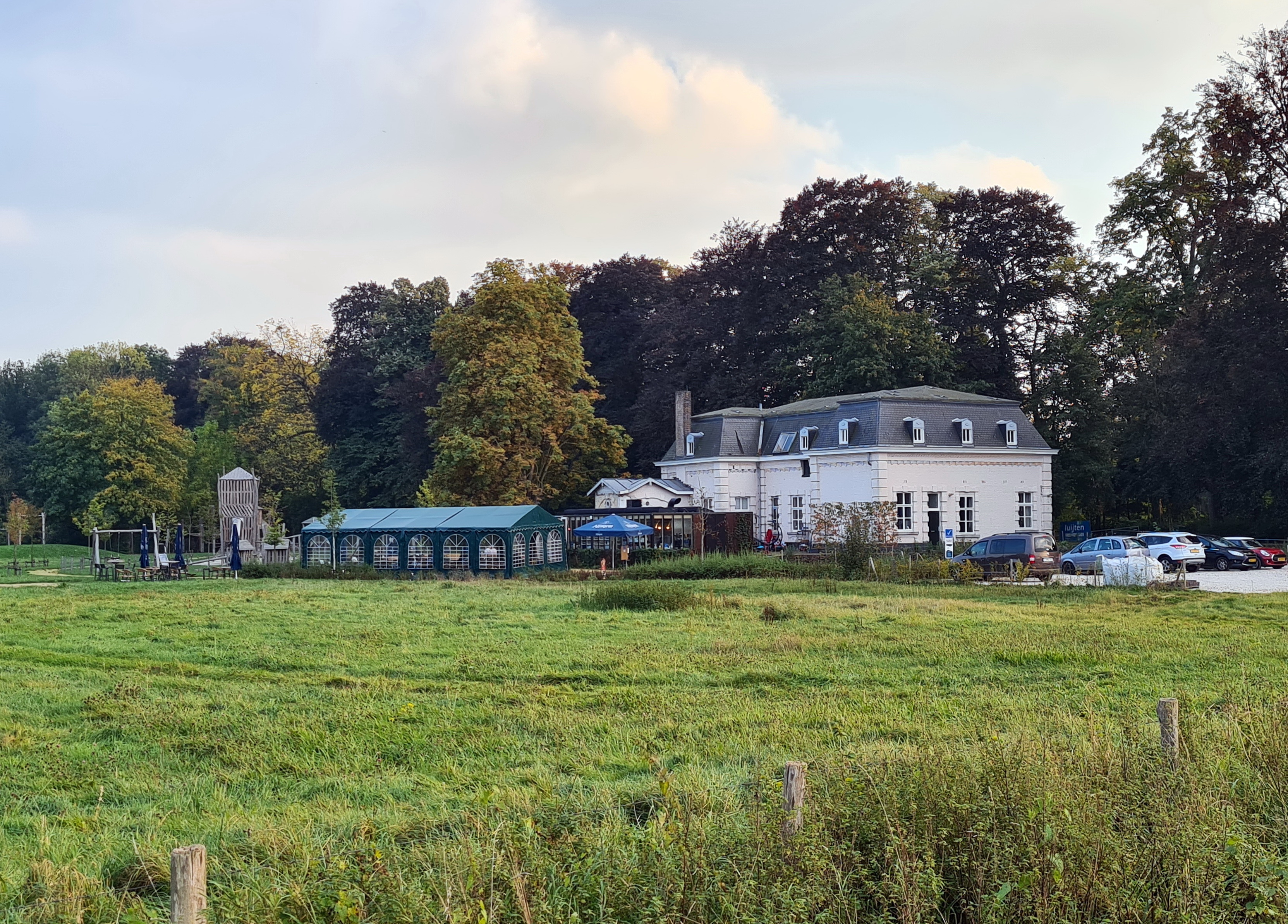
Omgeving koetshuis Villa Kanjel
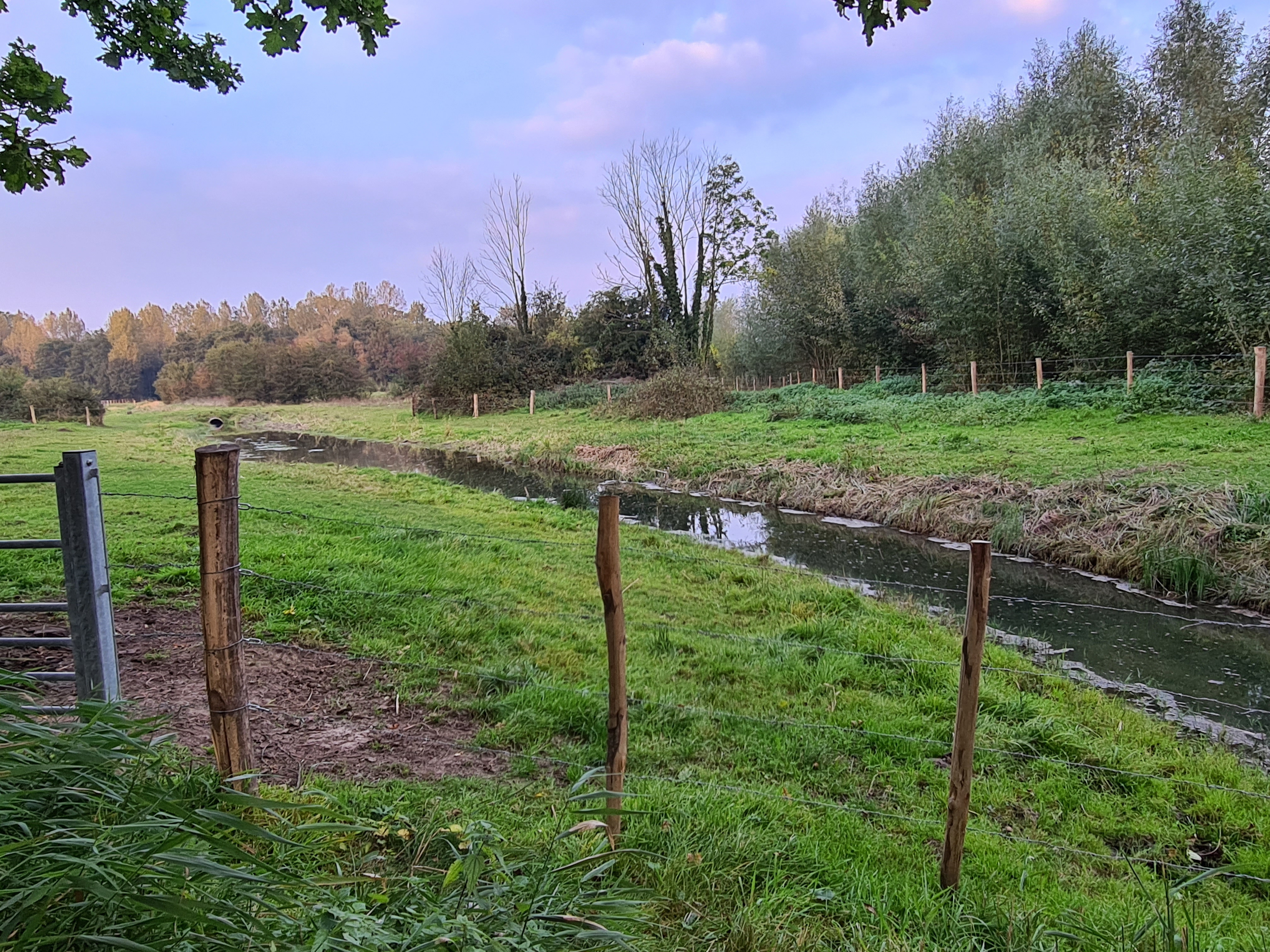
Kanjelbeek